# Slät olivskräling
Slät olivskräling (Simocybe reducta) är en svampart som först beskrevs av Elias Fries, och fick sitt nu gällande namn av Petter Adolf Karsten 1879. Enligt Catalogue of Life ingår Slät olivskräling i släktet Simocybe,  och familjen Inocybaceae, men enligt Dyntaxa är tillhörigheten istället släktet Simocybe,  och familjen Crepidotaceae. Arten är reproducerande i Sverige. Inga underarter finns listade i Catalogue of Life.